# 溫格霍伊爾湖

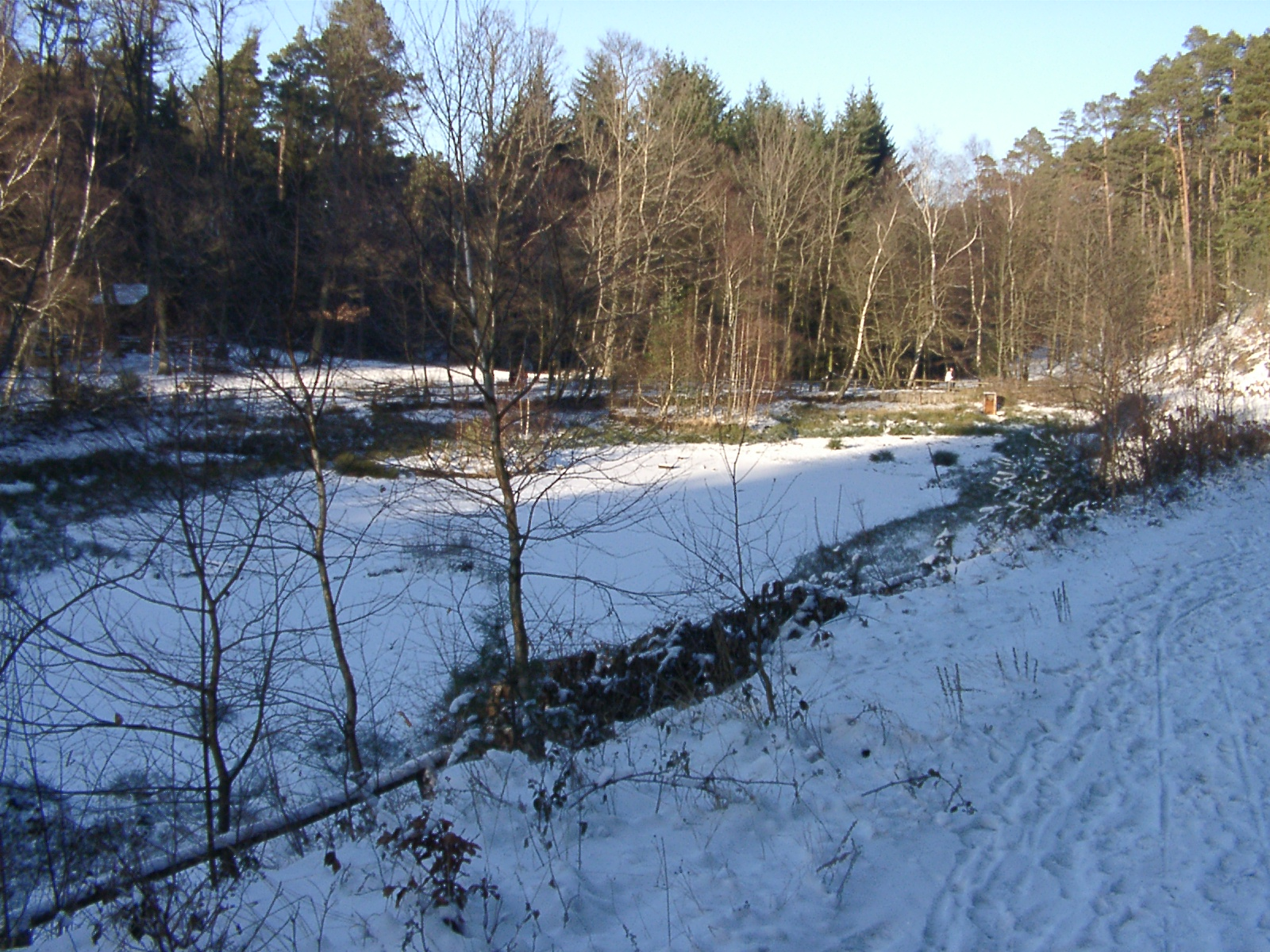

49°29′57.2″N 8°7′19.5″E / 49.499222°N 8.122083°E
溫格霍伊爾湖（德語：Ungeheuersee），是德國的湖泊，位於該國西南部，由萊茵蘭-普法爾茨州負責管轄，長0.14公里、寬0.04公里，面積0.004平方公里，海拔高度357米，最大水深1.8米，湖岸線長度0.4公里。